# Eria singulifolia
Eria singulifolia är en orkidéart som beskrevs av Rudolf Schlechter. Eria singulifolia ingår i släktet Eria och familjen orkidéer. Inga underarter finns listade i Catalogue of Life.